# Фредерик Форсајт
Фредерик Мекарти Форсајт (енгл. Frederick McCarthy Forsyth, Ешфорд, 25. август 1938 — Џорданс, 9. јун 2025) био је енглески романописац, новинар, сценариста, продуцент и војни пилот, аутор шпијунских и криминалистичких романа. Био је британски обавештајни агент МИ6 више од 20 година. Форсајтова дела се често појављују на листама бестселера, а више десетина његових наслова је адаптирано за филм. До 2006. године продао је више од 70 милиона књига на више од 30 језика.
Између 1956. и 1959. радио је у Би-Би-Сију, а затим је радио као сарадник за Ројтерс. Био је дописник у Берлину, Паризу и Прагу и покривао нигеријски грађански рат између Бијафре и Нигерије. Сазнања која је стекао током овог рата била су основа његових романа.  
По многим његовим романима су снимани филмови и серије. Неки од њих су: Операција Шакал (1973), Досије ODESSA (1974), Пси рата (1980), Четврти протокол (1987), Икона (2005).